# Bivacco Giuliano Perugini
Il Bivacco G. Perugini è un bivacco sito nel comune di Cimolais, a 2.060 m di quota. La struttura dispone di 9 posti letto.

## Storia
Il bivacco è stato costruito nel 1961 ed è stato poi ristrutturato nel 2005 dal Club Alpino Italiano. Il bivacco è stato intitolato a Giuliano Perugini, una guida alpina e maestro di sci, scomparsa sul Jôf Fuârt nel 1960.

## Caratteristiche e informazioni
Si tratta di una struttura in metallo a semi-botte, della tipologia Fondazione Berti, ed è sempre aperta. Il bivacco viene utilizzato come punto di appoggio per traversate escursionistiche delle valli circostanti e per attività alpinistiche. Proprio di fronte al bivacco si trova il Campanile di Val Montanaia, simbolo del Parco naturale delle Dolomiti Friulane, sul quale vi sono delle storiche vie di arrampicata.

## Accessi
Si può arrivare al bivacco dal Rifugio Pordenone (1.249 mslm) percorrendo il sentiero CAI n.353. Altrimenti si può arrivare anche passando da una delle tre forcelle che si affacciano sul bivacco: la Forcella Giumelli, la Forcella Montanaia e la Forcella Cimoliana.

## Ascensioni
- Campanile di Val Montanaia
- Cima Both

## Galleria d'immagini

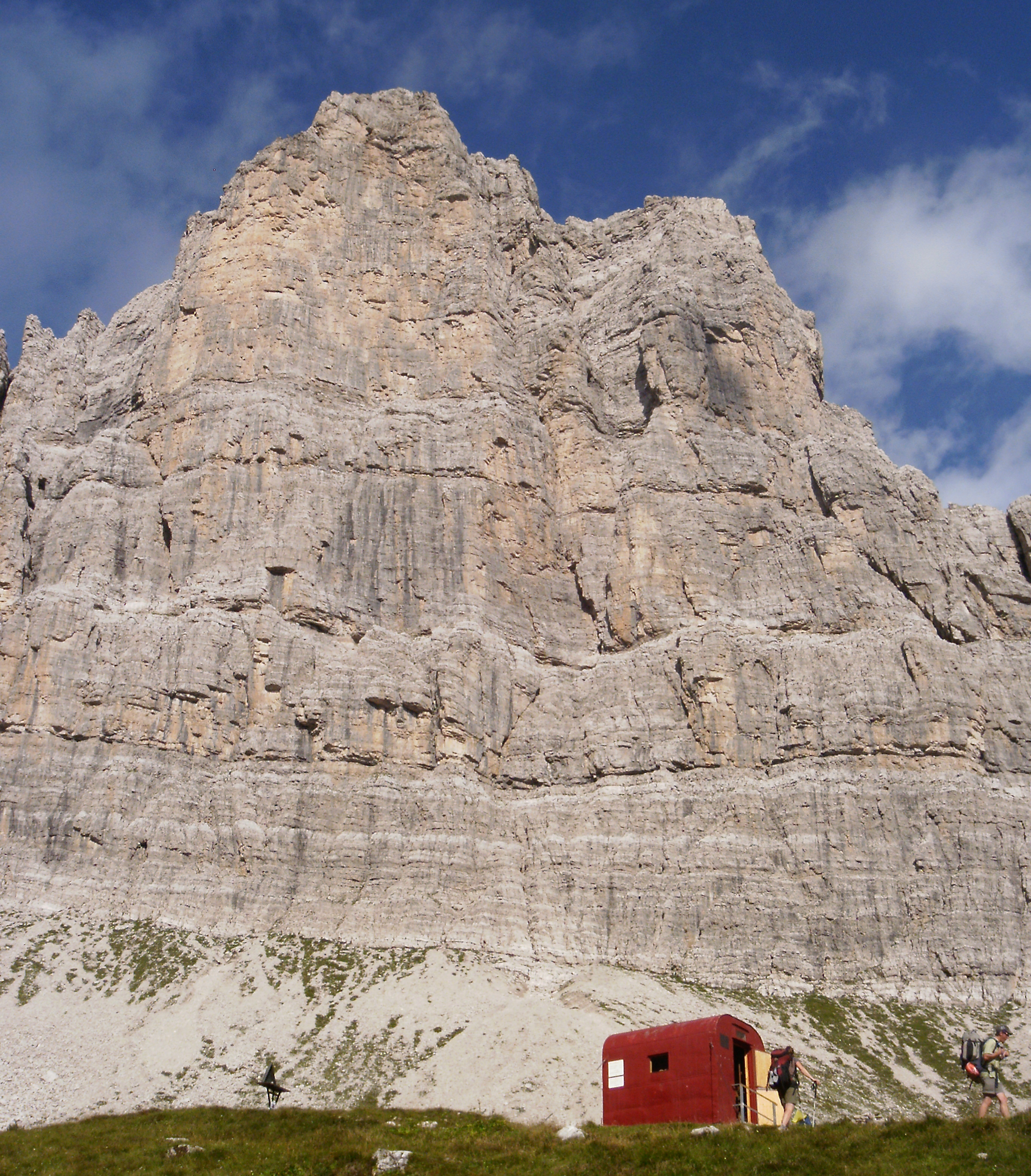
La parete dolomitica della Croda Cimoliana dietro il bivacco
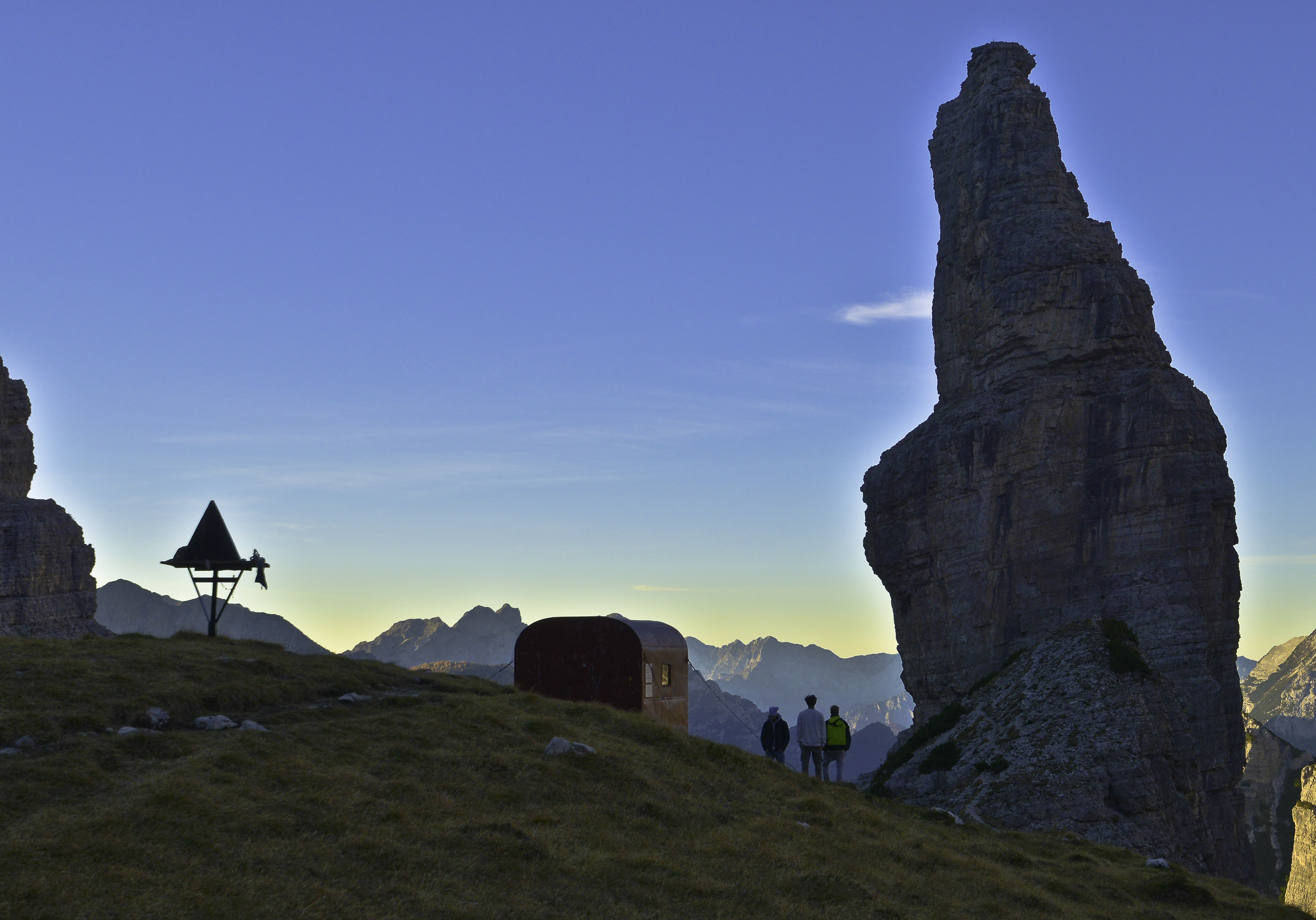
Il Campanile di Val Montanaia, di fronte al bivacco
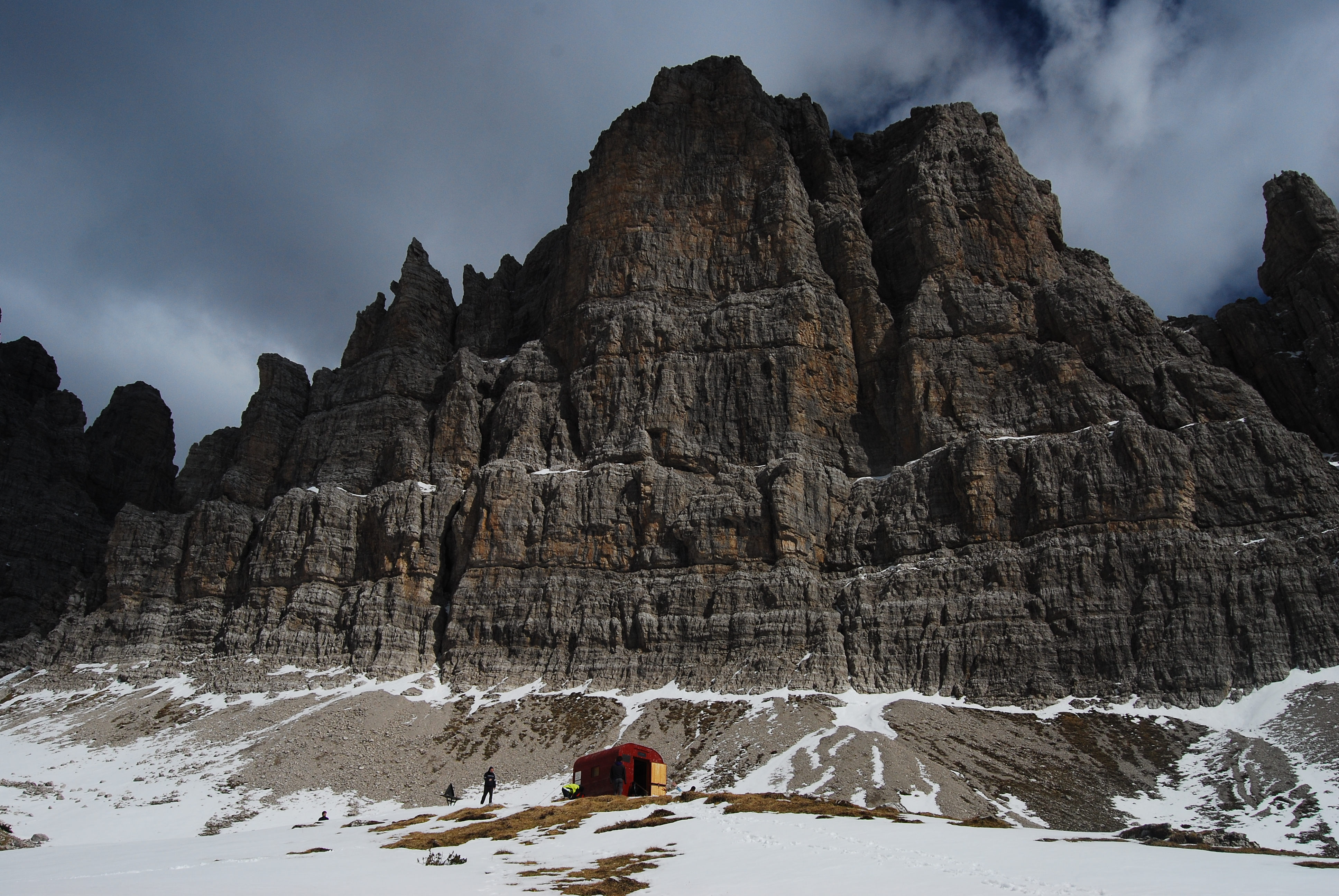
la Corda cimoliana e il Bivacco Giuliano Perugini
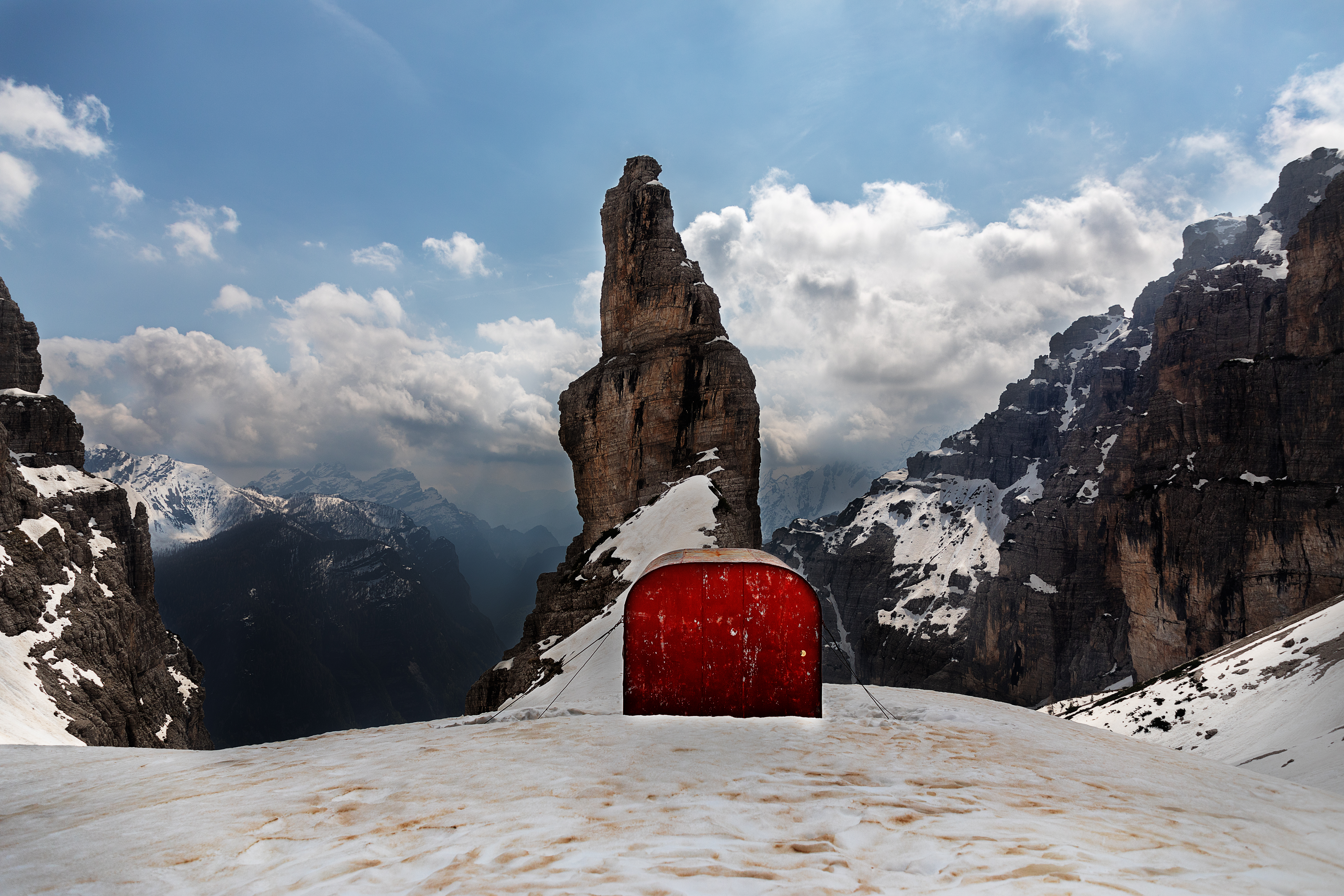
Veduta primaverile del bivacco col campanile di fronte